# Christian Lorentz Numens
Christian Lorentz Numens, född 1671 troligen i Holstein, död 1711 i Visby, var en svensk-tysk konstnär.
Numens kom 1700 från Holstein till Visby för att verka som konstnär och han blev borgare i staden 1702. Han utförde ett flertal uppdrag för kyrkor på gotländska landsbygden och arbetade även Visby domkyrka. Man vet att han utförde målningsarbeten i Lau kyrka 1703 där han bland annat målade bänkdörrarna som numera återfinns på Gotlands fornsal och Nordiska museet i Stockholm. 
Hans tidigaste kända arbete är ett epitafium över kyrkoherden Petrus Ronander som han lagade och förbättrade 1700, det förvaras vid Hörsne kyrka. Numens verkade även som porträttmålare, ett porträtt av slottsläkaren Simon Wulff Marck i Gotlands fornsal är attribuerat till Numens. Till hans sista arbeten räknas de dekorativa målningarna han utförde i Atlingbo kyrka 1710. Vid hans död i pesten fanns i hans ateljé ett färdigt och ett påbörjat porträtt av Karl XII samt fyra andra ofullbordade porträtt.